# 石膏
石膏（せっこう）とは、硫酸カルシウム（CaSO4）を主成分とする鉱物。天然鉱物の鉱物名であるとともに物質名でもある。石膏は結晶水の存在形態により半水石膏、二水石膏、無水石膏に分けられる。
一般的には「石膏」という場合には、結晶水の有無にかかわらず硫酸カルシウムのすべての形態のものを指す。学術分野で「石膏」という場合には通常は二水和物である二水石膏をいう。また、産業分野では「石膏」は二水石膏または原料石膏を指して用いられる。

## 種類

### 半水石膏
硫酸カルシウム・1/2水和物（CaSO4･1/2H2O）を半水石膏という。半水石膏は焼石膏の主成分であり、焼石膏は半水石膏の通称にもなっている。またバサニ石とも称される
半水石膏は二水石膏を焼成して得られる。一般的には天然に存在するのは二水石膏と無水石膏のみとされる。ただ、Bassanite Mineral Dataなどによると1906年のヴェスヴィオの噴火時などに土壌中及び溶岩内から発見されているとする。
半水石膏は加熱生成状態の違いにより、α型半水石膏とβ型半水石膏に分けられる（生成条件が液相中の場合をα型、気相中の場合をβ型という）。α型は緻密で硬化強度が大きいのに対し、β型はポーラス状の空隙があり粒子密度も小さい。

### 二水石膏
硫酸カルシウム・2水和物（CaSO4･2H2O）を二水石膏、軟石膏、または単に石膏（gypsum、狭義の「石膏」）という。比重2.23の無色の結晶。硬度1.5 - 2。水に難溶。単斜晶系に属する。
二水石膏は150 - 185℃まで加熱すると半水石膏に変化する。
自然界では非常に安定で、水ともほとんど反応しない。二水石膏はセメント用、農業用、食品添加物等に用いられている。

### 無水石膏

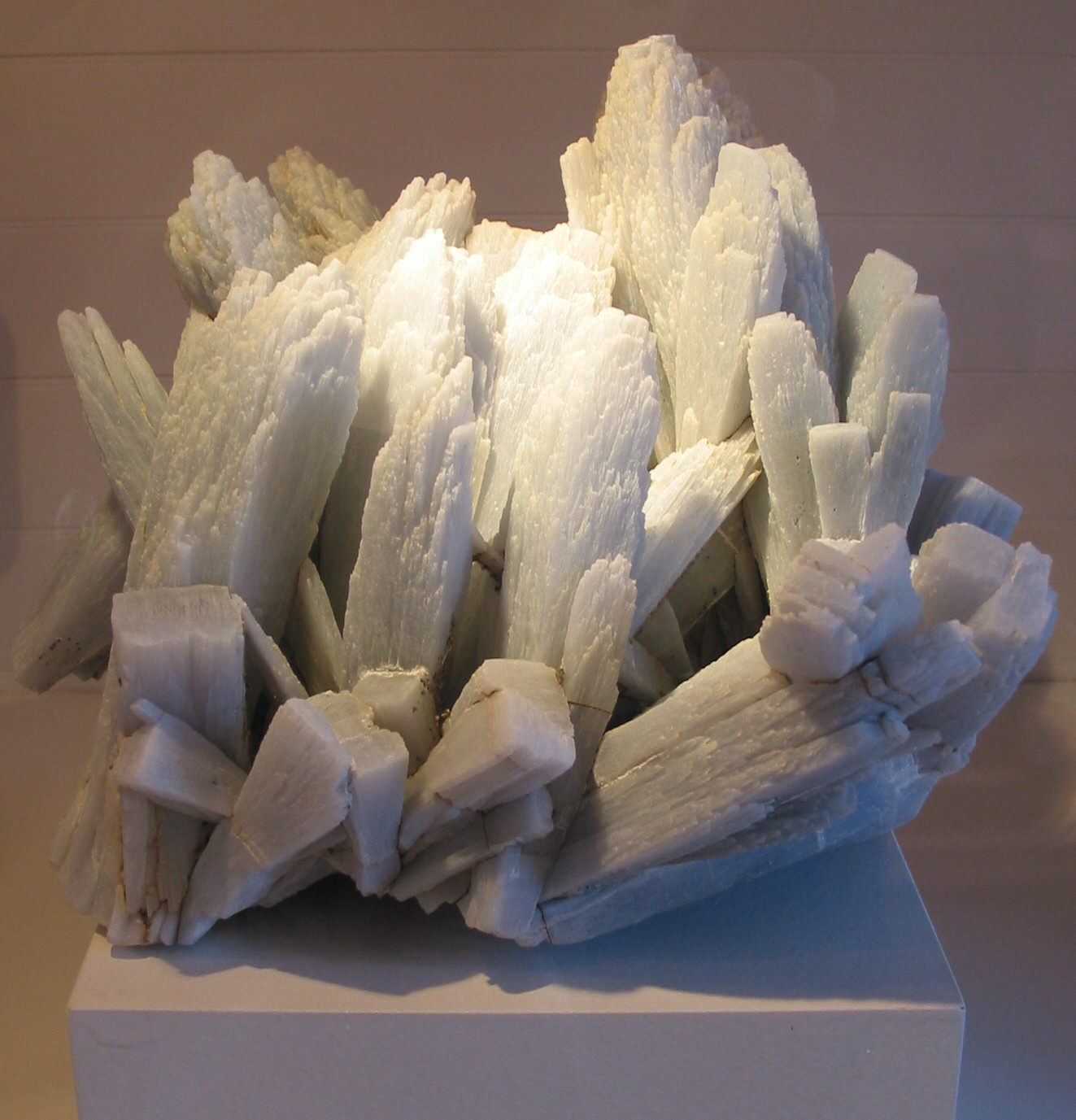
硬石膏

無水硫酸カルシウム（CaSO4）を無水石膏という。無水石膏は加熱生成状態の違いにより、I型無水石膏、II型無水石膏、IIIα型無水石膏、IIIβ型無水石膏と呼び分ける（生成条件が液相中の場合をα型、気相中の場合をβ型という）。
I型（高温型無水石膏）
立方晶。II型無水石膏を1180℃以上に加熱することで得られる。三酸化硫黄と酸化カルシウムに分解する過程で見られる準安定相である。水との反応性は弱い。
II型（不溶性無水石膏）
斜方晶。III型無水石膏を330℃以上に加熱することで得られる。水との反応性は弱い。天然に産出するII型無水石膏のことを特に硬石膏（anhydrite）という。
III型（可溶性無水石膏）
六方晶。半水石膏を180-215℃の範囲で加熱することで得られる。水との反応性が強く、大気中の水分をとりながら半水石膏に戻る性質がある。また、加水すると発熱硬化して二水石膏となるが、この反応は半水石膏よりも早い。

## 産出
石膏は天然石膏として産出される場合と化学石膏として生成（副生）される場合がある。
天然には単結晶のほかに結晶集合体が生じ、透明のものを透明石膏（セレナイト、selenite）、繊維状のものを繊維石膏（satinspar）、細かい粒状のものを雪花石膏（アラバスター、alabaster）と呼ぶ。セレナイトは巨大な結晶として産出される。

## 用途
石膏利用の歴史は古代エジプトに始まるとされ、 ピラミッドの積石の目地モルタルなどとして利用された。

### 石膏ボード
石膏ボードは石膏を芯材にその両面を原紙で被覆して板状にした建築材料（内装材）で、防火性、耐火性、遮音性などに優れる。

### 石膏プラスター
水硬性で、凝縮も速く、乾燥における収縮が少ないため亀裂が生じにくく、仕上がりが白く美しいと言う特徴がある。居室の湿度をコントロールする優れた調湿性能があり、結露防止効果、シックハウス症候群の原因となっているホルムアルデヒド濃度を低減（吸収分解）する効果もある 。単にプラスターといったときは石膏プラスターを指し、焼セッコウ（硫酸カルシウム0.5水和物）に硬化を遅らせるための凝結遅延剤として、フノリ、ゼラチン、デンプン、ホウ砂などを添加したもので、上塗り用として使われ、砂を混合して下塗り用ともする。さらに無水セッコウ（硫酸カルシウム）に硬化を速めるための凝結促進剤として、石灰、ミョウバン、ポルトランドセメントなどを添加しても用いられる。 
プラスターとは、鉱物質の粉末と水を練り合わせた塗装原料で、建築の壁面塗装（プラスター塗壁）や装飾物の仕上げに用いられる。最も古い建築技術の一つで，エジプトのピラミッド、ギリシアの建築などにも用いられた。石膏を主材にした「石膏プラスター」と、白雲母を焼いて水和熟成させた「ドロマイトプラスター」、消石灰（水酸化カルシウム）にフノリ、ツノマタなどを添加し、繊維質を混合した「石灰プラスター（漆喰）」がある。

### 生薬

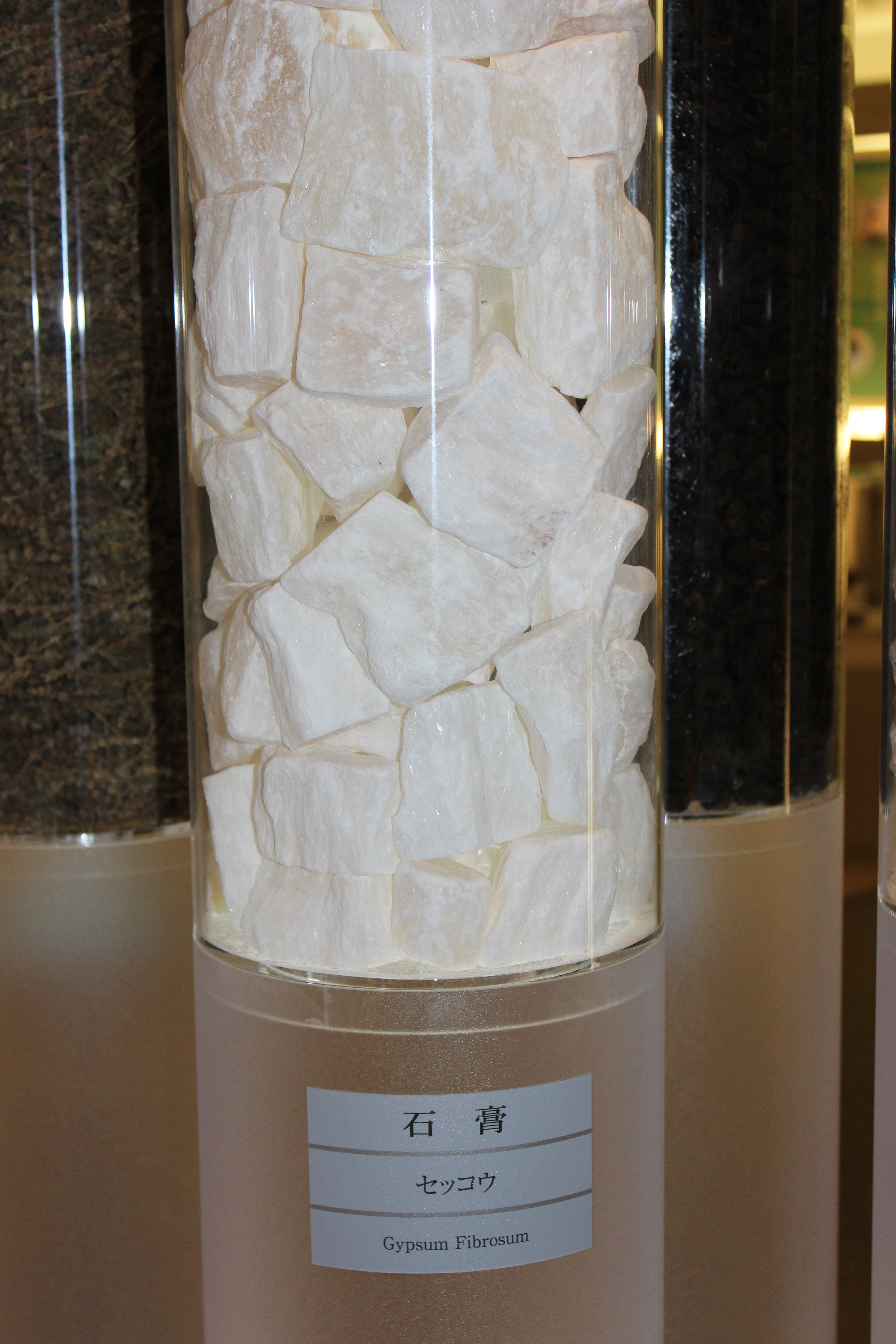
生薬として用いられる石膏

天然の含水硫酸カルシウムは、日本薬局方に「セッコウ（石膏）」として収載されている生薬である。その主成分は硫酸カルシウム二水和物（CaSO4・2H2O、二水石膏）である。
生薬としての石膏は、解熱作用や止渇作用などがあるとされる。石膏を含む漢方方剤は防風通聖散、麻杏甘石湯、桔梗石膏など多数ある。

### 医療用
医療用では歯科用模型や外科（一般用またはギプス）に用いられる。使用時の石膏の状態はα型半水石膏またはβ型半水石膏である（水と反応させ二水石膏として硬化させる）。
歯科用や医療用で用いられる半水石膏は焼石膏であり、日本薬局方には「焼セッコウ」として収載されている。

### 工芸用
工芸では塑像の制作等に用いられる。使用時の石膏の状態はβ型半水石膏である。

### 食品用
特別に精製された純度の高いものは豆腐の製造に用いられている。中華人民共和国南部や台湾などでは「豆腐花」など、日本では絹ごし豆腐といった柔らかい豆腐の製造に適する。これは溶解してイオン化し塩析効果を発揮する速度がにがりよりも遅いため、濃厚な豆乳の全体を均質に凝固させやすいからである。使用される石膏は二水石膏である。